# Springdale (Nova Jérsei)
Springdale é uma Região censo-designada localizada no estado americano de Nova Jérsei, no Condado de Camden.

## Demografia
Segundo o censo americano de 2000, a sua população era de 14.409 habitantes.

## Geografia
De acordo com o United States Census Bureau tem uma área de
14,0 km², dos quais 14,0 km² cobertos por terra e 0,0 km² cobertos por água.

## Localidades na vizinhança
O diagrama seguinte representa as localidades num raio de 4 km ao redor de Springdale.